# Мбабане
Мбабане (енгл. Mbabane) је престоница Есватинија. Основале су је британске колонијалне власти 1902. Има око 80.000 становника, али се тај број последњих година рапидно увећава. Легенда каже да је град добио име по локалном начелнику, а у преводу гласи нешто оштро и горко што можда осликава природу начелника, али не и града. Друго мишљење је да се Мбабане развио у близини пашњака на којем расте слатка трава по имену лулубане, па је та реч временом преиначена у Мбабане где се последњи самогласник изговара меко. Лежи на северној ивици долине Ezulwini, у зеленом побрђу Длангени. Окружен брдима, Мбабане није изгубио атмосферу малог места, упркос високим пословним зградама које су овде никле последњих година. Главне привлачности у граду су тржни центар, нови тржни центар и Улица Алистера Милера, главна улица која је добила име по првом, овде рођеном, Европљанину. Идући овом улицом ка северу, са леве стране се налази Парк Крунисања, а са десне Голф Клуб, Мбабане Клуб и у наставку терен за голф. У Мбабане Клубу постоје могућности за куглање, сквош и тенис. У близини су Театар Клуб и Cinelux биоскоп. У Мбабанеусе данас налазе хотели и рекреативна места као што су клубови и терени за голф који су намењени туристима. Иза терена за голф, кроз Долину Борова, тече Мбулузи река која на свом току има неколико мањих водопада.

## Географија
Јужно од центра града је Свази плаза, велики, модеран трговински комплекс, пешачка зона, где се налазе канцеларије туристичких агенција, велики број продавница, бутика, продавница поклона, књижара, кафеа и банака. У близини је Мбабане маркет где се, уз обавезно цењкање, могу купити предмети од резбареног камена или дрвета, етно скулптуре, шешири, асуре, мајице. Пијацу, на јужном крају Улице Алистера Милера, вреди посетити због својих аутентичних рукотворина и цена које су ниже од оних у Јужноафричкој Републици. Уз ову пијацу рукотворина се налази и зелена пијаца где се у сезони може купити свеже воће и поврће- огромни ананаси, банане, цитруси, гуава и манго. У близини је градска библиотека са великим избором литературе која се тиче историје, географије и културе Есватинија. Насупрот библиотеци се налази Централна Банка, а поред је кинеска амбасада- зграда оријенталне архитектуре, црвено-зелене боје, која доприноси утиску о мирољубивости и отворености Свази нације. Интернет центри овде ничу као печурке. Могу се наћи у Омни центру, у поштама, у тржном центру.
У граду се могу наћи апотеке, веома добро снабдевене уљима и кремама за сунчање, разним лосионима и купкама, као и таблетама против маларије и осталим медикаментима. Осим тога, овде се могу добити корисни здравствени савети.
Мбабане нуди више могућности за смештај, од караван парка 10 km даље у долини Езулвини, преко смештаја у црквеним хостелима, до гостионица расутих око града и хотела: Tavern Hotel, City Inn, Mountain Inn, Swazi Inn... Неколико добрих ресторана служи португалску храну, а има и одличних италијанских и индијских ресторана у центру. У Националним ресторанима могу се пробати добра и релативно јефтина јела афричке кухиње.
Галерија Индингилизи је уметничка галерија у Мбабанеу, основана 1982. године и приказује низ Свази уметности, укључујући скулптуре, слике, батике, етнички накит и грнчарију.

### Клима
Због своје надморске висине, Мбабане има умерену суптропску планинску климу. Град има благу климу и снег је ретка појава, која се догодила само три пута од 1900. године. Град у просеку има само четири дана мраза годишње. Просечна температура је 11 °C у јулу и 22 °C у јануару.
| Клима Мбабане (1961-1990 нормале, екстреми 1957-1977) | Клима Мбабане (1961-1990 нормале, екстреми 1957-1977) | Клима Мбабане (1961-1990 нормале, екстреми 1957-1977) | Клима Мбабане (1961-1990 нормале, екстреми 1957-1977) | Клима Мбабане (1961-1990 нормале, екстреми 1957-1977) | Клима Мбабане (1961-1990 нормале, екстреми 1957-1977) | Клима Мбабане (1961-1990 нормале, екстреми 1957-1977) | Клима Мбабане (1961-1990 нормале, екстреми 1957-1977) | Клима Мбабане (1961-1990 нормале, екстреми 1957-1977) | Клима Мбабане (1961-1990 нормале, екстреми 1957-1977) | Клима Мбабане (1961-1990 нормале, екстреми 1957-1977) | Клима Мбабане (1961-1990 нормале, екстреми 1957-1977) | Клима Мбабане (1961-1990 нормале, екстреми 1957-1977) | Клима Мбабане (1961-1990 нормале, екстреми 1957-1977) |
| Показатељ \ Месец                                     | .Јан.                                                 | .Феб.                                                 | .Мар.                                                 | .Апр.                                                 | .Мај.                                                 | .Јун.                                                 | .Јул.                                                 | .Авг.                                                 | .Сеп.                                                 | .Окт.                                                 | .Нов.                                                 | .Дец.                                                 | .Год.                                                 |
| ----------------------------------------------------- | ----------------------------------------------------- | ----------------------------------------------------- | ----------------------------------------------------- | ----------------------------------------------------- | ----------------------------------------------------- | ----------------------------------------------------- | ----------------------------------------------------- | ----------------------------------------------------- | ----------------------------------------------------- | ----------------------------------------------------- | ----------------------------------------------------- | ----------------------------------------------------- | ----------------------------------------------------- |
| Апсолутни максимум, °C (°F)                           | 33,4 (92,1)                                           | 32,2 (90)                                             | 33,5 (92,3)                                           | 31,0 (87,8)                                           | 29,4 (84,9)                                           | 26,8 (80,2)                                           | 28,6 (83,5)                                           | 31,2 (88,2)                                           | 33,6 (92,5)                                           | 34,2 (93,6)                                           | 34,5 (94,1)                                           | 32,4 (90,3)                                           | 34,5 (94,1)                                           |
| Максимум, °C (°F)                                     | 24,9 (76,8)                                           | 24,5 (76,1)                                           | 24,1 (75,4)                                           | 22,6 (72,7)                                           | 21,4 (70,5)                                           | 19,3 (66,7)                                           | 19,8 (67,6)                                           | 21,3 (70,3)                                           | 23,2 (73,8)                                           | 22,8 (73)                                             | 22,5 (72,5)                                           | 23,7 (74,7)                                           | 22,51 (72,51)                                         |
| Просек, °C (°F)                                       | 19,9 (67,8)                                           | 19,5 (67,1)                                           | 18,8 (65,8)                                           | 16,8 (62,2)                                           | 14,7 (58,5)                                           | 12,0 (53,6)                                           | 12,2 (54)                                             | 14,0 (57,2)                                           | 16,4 (61,5)                                           | 17,1 (62,8)                                           | 17,7 (63,9)                                           | 19,0 (66,2)                                           | 16,51 (61,72)                                         |
| Минимум, °C (°F)                                      | 14,9 (58,8)                                           | 14,5 (58,1)                                           | 13,4 (56,1)                                           | 11,0 (51,8)                                           | 7,9 (46,2)                                            | 4,7 (40,5)                                            | 4,6 (40,3)                                            | 6,6 (43,9)                                            | 9,5 (49,1)                                            | 11,3 (52,3)                                           | 12,9 (55,2)                                           | 14,2 (57,6)                                           | 10,46 (50,83)                                         |
| Апсолутни минимум, °C (°F)                            | 8,6 (47,5)                                            | 6,4 (43,5)                                            | 6,0 (42,8)                                            | 3,4 (38,1)                                            | −1,3 (29,7)                                           | −4,5 (23,9)                                           | −6,1 (21)                                             | −2,5 (27,5)                                           | −1,0 (30,2)                                           | −1,0 (30,2)                                           | 5,5 (41,9)                                            | 6,6 (43,9)                                            | −6,1 (21)                                             |
| Количина кише, mm (in)                                | 253,2 (9,969)                                         | 224,6 (8,843)                                         | 151,6 (5,969)                                         | 87,9 (3,461)                                          | 33,8 (1,331)                                          | 19,4 (0,764)                                          | 20,1 (0,791)                                          | 35,1 (1,382)                                          | 69,4 (2,732)                                          | 141,9 (5,587)                                         | 197,8 (7,787)                                         | 206,9 (8,146)                                         | 1.441,7 (56,762)                                      |
| Дани са кишом                                         | 16,9                                                  | 14,3                                                  | 13,8                                                  | 9,8                                                   | 5,1                                                   | 2,8                                                   | 3,1                                                   | 6,5                                                   | 9,2                                                   | 14,9                                                  | 17,0                                                  | 16,5                                                  | 129,9                                                 |
| Сунчани сати — месечни просек                         | 172,7                                                 | 162,1                                                 | 194,6                                                 | 195,2                                                 | 226,0                                                 | 233,0                                                 | 238,9                                                 | 246,3                                                 | 209,2                                                 | 178,4                                                 | 160,9                                                 | 170,1                                                 | 2.387,1                                               |
| Сунчано време — месечни проценти                      | 41                                                    | 45                                                    | 52                                                    | 57                                                    | 68                                                    | 75                                                    | 73                                                    | 72                                                    | 59                                                    | 45                                                    | 40                                                    | 40                                                    | 55                                                    |
| Извор #1: WMO                                         |                                                       |                                                       |                                                       |                                                       |                                                       |                                                       |                                                       |                                                       |                                                       |                                                       |                                                       |                                                       |                                                       |
| Извор #2: NOAA (extremes, sunshine 1970-1975)         |                                                       |                                                       |                                                       |                                                       |                                                       |                                                       |                                                       |                                                       |                                                       |                                                       |                                                       |                                                       |                                                       |

## Историја
Град је нарастао након што се административни центар нације преселио из Бремерсдорпа (сада се зове Манзини) 1902. године. Име је добио по поглавици Мбабане Куненеу, који је живео у том подручју када су стигли британски досељеници.
Мбабане је основао Мики Велс 1887. године, на месту где је пут Трансвал-Мозамбик прелазио реку Мбабане. Он је проглашен главним градом новог Протектората Свазиленда 1902. За то време, Мбабане се састојао од неколико продавница, цркава и школа које су основали бели досељеници. Црним Африканцима није било дозвољено да живе у граду и морали су да бораве у оближњим руралним областима. До 1930-их, Мбабане је имао струју, текућу воду, телефонску везу и болницу.
Пре Другог светског рата, већина Свазијаца је живела у руралним областима и радила ван Есватинија, што је спречавало град да расте. После рата, стварање трговачких школа у граду, долазак Гоба железнице која повезује Мапуто са рудницима у Јужној Африци, и страни инвестициони ресурси у Есватинију (посебно шећер) допринели су расту града. Мбабане је постао централно средиште развоја у округу Хохо.
У годинама након независности, владине зграде као што је британски конзулат изграђене су у Мбабанеу. Даљи раст је постигнут кроз раст туристичке индустрије у Есватинију, при чему је Мбабане постао центар. Мбабане је данас дом за хотеле и рекреативне локације као што су клубови и голф терени за туристе.

## Становништво
| Година       |
| Становништво |
| ------------ |

## Култура
Галерија Индингилизи је уметничка галерија у Мбабанеу, основана 1982. године и приказује низ свази уметности, укључујући скулптуре, слике, батике, мохер, етнички накит и грнчарију.

## Привреда
Најближи гранични прелаз Мбабане према Јужној Африци је Нгвенја-Ошоек. Сисвати примарни језик, док је енглески широко распрострањен. Мбабане, као и сам Есватини, зависе од туризма и извоза шећера. Град је комерцијално средиште за околни регион. У околини су ископавани калај и гвожђе. Град има две локације за лаку индустрију.
Сектор финансијских услуга у Мбабанеу је такође кључни покретач економског раста, пружајући широк спектар услуга као што су банкарство, управљање инвестицијама и осигурање. Континуирани раст сектора финансијских услуга у Мбабанеу позиционирао је град као кључно финансијско средиште у региону, доприносећи укупном економском напретку Есватинија.

## Партнерски градови
- Форт Ворт, САД (2004)[16]
- Тајпеј, Тајван (1997)[17]
- Мерсинг, Малезија
- Мапуто, Мозамбик[18]